# 菲尔·哈伯德
菲利普·格雷戈里·哈伯德（英語：Philip Gregory Hubbard，1956年12月13日—），美国NBA联盟前职业篮球运动员。他在1979年的NBA选秀中第1轮第15顺位被底特律活塞选中。